# Wilhelm Henning (Politiker)

Wilhelm Henning

Wilhelm Henning (* 26. Juli 1879 in Bruchsal; † 24. Oktober 1943 in Berlin-Lichterfelde) war ein deutscher Militär und völkisch-nationalsozialistischer Politiker.

## Leben
Henning besuchte die Volksschule in Bruchsal, die Gymnasien in Bruchsal und Karlsruhe und machte sein Abitur. Am 14. Juli 1897 trat er als Fahnenjunker in das Leib-Grenadier-Regiment Nr. 8 in Frankfurt an der Oder ein. Am 22. März 1902 wurde er in das 3. Badische Dragoner-Regiment „Prinz Karl“ Nr. 22 versetzt. Von 1908 bis 1911 wurde er auf die Kriegsakademie und im März 1912 in den Großen Generalstab kommandiert, in den er im März 1914 versetzt wurde. Im Krieg war er als Generalstabsoffizier an mehreren Orten im Einsatz. Im Frühjahr 1917 erfolgte seine Versetzung in das Kriegsministerium. Von Dezember 1917 bis Februar 1918 war er Mitglied der in Petersburg tätigen gemischten bzw. Deutschen Kommission unter Wilhelm von Mirbach-Harff und von April bis August 1918 Bevollmächtigter des Kriegsministeriums für Rußland mit der deutschen Gesandtschaft in Moskau tätig, wo er der unmittelbare Vorgesetzte des dort vom 1. bis 8. Juli tätigen Otto Schmidt-Hannovers war. Zuletzt Generalstabsoffizier der Neutralen Zone in Karlsruhe, nahm er im Frühjahr 1919 im Rang eines Majors seinen Abschied.
1920 zog Henning für die Deutschnationale Volkspartei (DNVP) in den Reichstag ein (Wahlkreis 16 – Weser-Ems). Im Juni 1922 erschien in der Konservativen Monatsschrift ein Artikel Hennings, in dem dieser den damaligen Reichsaußenminister Walther Rathenau wegen des von diesem unterzeichneten Vertrages von Rapallo in scharfer, antisemitischer Weise angriff:
„Kaum hat der internationale Jude die deutsche Ehre in seinen Fingern, so ist davon nicht mehr die Rede … Die deutsche Ehre ist keine Schacherware für internationale Judenhändel! … Sie aber, Herr Rathenau, und Ihre Hinterleute werden vom deutschen Volk zur Rechenschaft gezogen werden.“
Nur wenig später wurde Rathenau von Anhängern der rechtsradikalen Organisation Consul ermordet. In der Folge wurde Henning wiederholt vorgeworfen, mit seiner Hetze den Mord mitverantwortet zu haben. So bezeichnete Joseph Wirth noch in einer Reichstagsrede am 2. Dezember 1925 Henning als „moralisch für den Mord“ verantwortlich und dass „noch Blut“ an seinen Fingern klebe.
Ein daraufhin parteiintern eingesetzter Untersuchungsausschuss kam zu dem Ergebnis, dass Henning aufgrund der allgemeinen Umstände und aufgrund des ungünstigen Einflusses, den Henning auf die Jugend ausübe, aus der Partei ausgeschlossen werden solle. Die Fraktion schloss ihn daraufhin aus, forderte allerdings keinen Parteiaustritt. Henning wandte sich im August 1922 daraufhin gegen den Fraktionsvorsitzenden Oskar Hergt, die Abgeordneten Reinhold Wulle und Albrecht von Graefe-Goldebee erklärten sich solidarisch, da sie dessen Ausschluss als Komplott, der den Einfluss des völkischen Flügels auf die Partei mindern sollte, verstanden.
Im November 1922 bildete Henning mit Reinhold Wulle und Albrecht von Graefe-Goldebee die „Deutschvölkische Arbeitsgemeinschaft“, als völkisches Sammelbecken in der Partei. Diese machte sich u. a. für Gerhard Roßbach stark. Nach einer Unvereinbarkeitserklärung des Parteivorstands der DNVP betonte der Arbeitskreis zuerst seine Unabhängigkeit von der Partei. Nachdem sich der führende Parteipolitiker Graf Westarp auf dem Parteitag der DNVP im Oktober 1922 hinter Hergt stellte, kam es zum Bruch. Westarp hatte zuvor zwischen der Parteileitung und den offen völkischen Reichstagsabgeordneten vermittelt, seine Rückendeckung für Hergt führte also zu einer zunehmenden Isolierung Wulles, Graefes und Hennings.
Diese gründeten schließlich im Dezember 1922 die radikal antisemitische Deutschvölkische Freiheitspartei (DVFP), zu deren Führung Henning gehörte. Zugleich war er Vorsitzender des Verbandes nationalgesinnter Soldaten (VNS) in Berlin. Nach dem Verbot der DVFP in Preußen im März 1923 repräsentierte der nicht verhaftete Henning die weiterhin aktive Partei. Im Zuge der Ermittlungen zu den Fememorden in der Schwarzen Reichswehr wurde auch Henning vernommen. Ein Beschuldigter hatte erklärt, einen der Fememorde begangen zu haben, um Vorbereitungen der DVFP zu einem Staatsstreich geheim zu halten. Henning bestritt 1926 Putschpläne der DVFP und behauptete zugleich, die DVFP sei vom Hitlerputsch überrascht worden.
Henning behielt nach seinem Übertritt zur DVFP sein Reichstagsmandat. Im Mai 1924 wurde er erneut in den Reichstag gewählt (Wahlkreis 14 – Weser-Ems), in dem er nun die Nationalsozialistische Freiheitspartei (NF) vertrat, deren Geschäftsführung er innehatte. Im Dezember 1924 wurde er auf Reichswahlvorschlag erneut in den Reichstag gewählt, wo er von der NF zur Völkischen Arbeitsgemeinschaft wechselte und für diese bis 1928 Abgeordneter blieb. In der DFVP-Nachfolgeorganisation Deutschvölkische Freiheitsbewegung (DVFB) galt Henning als Verbindungsmann zu Wirtschaftskreisen. Vorschläge des DVFB-Abgeordneten Ernst zu Reventlow, Arbeitnehmer an Unternehmensgewinnen zu beteiligen und ihnen Sitze in Aufsichtsräten einzuräumen, lehnte Henning als die Einführung von Soldatenräten in der Industrie ab.
Henning war nicht nur ein radikaler Antidemokrat und bekennender Antisemit, sondern ebenso ein Feind der Freimaurerei, wie sich aus seinen Schriften hervorgeht. Später trat er der Nationalsozialistischen Deutschen Arbeiterpartei bei.

## Schriften
- Das Geheimnis des Bolschewismus: Die geheimen Gründe unseres wirtschaftl. Elends; Eine Warnung an alle Kulturvölker. Reichenbachsche Verlh., Leipzig 1925
- Stellt die Freimaurer unter Kontrolle! Der Kampf d. Freimaurerei gegen Vaterland u. Kirche. Berlin, Leipzig 1928
- Von Görlitz bis Wittenberg. Vortrag, Verlag der Deutschvölkischen Freiheitsbewegung, Berlin 1932